# Pleuromucrum
Pleuromucrum is een mosdiertjesgeslacht uit de familie van de Phidoloporidae en de orde Cheilostomatida. De wetenschappelijke naam ervan is in 1894 voor het eerst geldig gepubliceerd door Vigneaux.

## Soorten
- Pleuromucrum articulatum (Phillips, 1900)
- Pleuromucrum gorgonense (Hastings, 1930)
- Pleuromucrum granulatum (Liu, 2001)
- Pleuromucrum lepralielloidum (Liu, 2001)
- Pleuromucrum mooraboolense (MacGillivray, 1895)  †
- Pleuromucrum multidentatum (Thornely, 1905)
- Pleuromucrum porelliforme (Kirkpatrick, 1888)